# Fontana del Sebeto
Fontana del Sebeto je monumentalna fontana smještena u largo Sermoneta u zoni Mergellina u Napulju, Italija.
Fontanu je naručio potkralj Emanuele Zunica e Fonseca, a izgradio ju je Carlo Fanzago prema nacrtu svog oca Cosima. Izvorno smještena na Via Gusmana (sada Via Cesario Console), premještena je na današnju lokaciju 1939. godine. Baza je izrađena od stijene iz Piperna; Gornji dio ima tri bazena od mramora. Središnji dio uključuje dva morska čudovišta koja izlijevaju vodu. Središnji luk ima ležećeg starca koji predstavlja rijeku Sebeto, koja je nekada tekla kroz središte grada. Dva Tritona šire vodu u bočne bazene. Na vrhu fontane nalaze se štitovi s heraldikom potkralja, španjolskog kralja i grada Napulja.

## Vanjske poveznice
|  | Zajednički poslužitelj ima još gradiva o temi Fontana del Sebeto |